# Gijsbert d'Hondecoeter
Gijsbert d'Hondecoeter, född 1604, död 29 augusti 1653 i Utrecht, var en nederländsk konstnär som hämtade sin inspiration från landskap och djurriket. Han kom från en konstnärsfamilj. Hans far var Gillis d'Hondecoeter och hans son var Melchior d'Hondecoeter. Han målade huvudsakligen bondgårdshöns. Vissa av hans verk är bevarade i Rijksmuseum i Amsterdam. Han blev 1629 medlem i Lukasgillen i Utrecht. Då han dog, fortsatte svågern att utbilda hans son till målare.